# Cannonball Adderley's Fiddler on the Roof
Cannonball Adderley's Fiddler on the Roof è il 22° album di Julian Cannonball Adderley pubblicato dalla Capitol Records nel 1964.

## Descrizione
Il disco fu registrato il 19 e 21 ottobre del 1964 a New York, mentre i brani bonus del CD del 2003 furono registrati al "Capitol Studios" di Los Angeles in California (con gli stessi musicisti) nella data indicata.

## Tracce
Lato A
1. Fiddler on the Roof – 7:20 (Jerry Bock, Sheldon Harnick)
2. To Life – 5:05 (Jerry Bock, Sheldon Harnick)
3. Sabbath Prayer – 3:12 (Jerry Bock, Sheldon Harnick)
4. Cajvalach – 2:50 (Jerry Bock, Sheldon Harnick)

Durata totale: 18:27
Lato B
1. Sewing Machine – 3:31 (Jerry Bock, Sheldon Harnick)
2. Now I Have Everything – 4:08 (Jerry Bock, Sheldon Harnick)
3. Do You Love Me? – 4:58 (Jerry Bock, Sheldon Harnick)
4. Matchmaker – 5:30 (Jerry Bock, Sheldon Harnick)

Durata totale: 18:07
CD del 2003, pubblicato dalla Capitol Records
1. Fiddler on the Roof – 7:20 (Jerry Bock, Sheldon Harnick)
2. To Life – 5:03 (Jerry Bock, Sheldon Harnick)
3. Sabbath Prayer – 3:16 (Jerry Bock, Sheldon Harnick)
4. Chavalah – 2:53 (Jerry Bock, Sheldon Harnick)
5. Sewing Machine – 3:32 (Jerry Bock, Sheldon Harnick)
6. Now I Have Everything – 4:07 (Jerry Bock, Sheldon Harnick)
7. D You Love Me? – 4:59 (Jerry Bock, Sheldon Harnick)
8. Matchmaker, Matchmaker – 5:30 (Jerry Bock, Sheldon Harnick)
9. Sweet Georgia Bright – 5:34 (Charles Lloyd) – Bonus track, registrato l'8 settembre 1964
10. Island Blues – 2:22 (Charles Lloyd) – Bonus track, registrato l'8 settembre 1964
11. Little Boy with Sad Eyes – 2:23 (Julian Cannonball Adderley) – Bonus track, registrato l'8 settembre 1964
12. Goodbye Charlie – 2:53 (Don Langdon, André Previn) – Bonus track, registrato l'8 settembre 1964

## Musicisti
Cannonball Adderley Sextet
- Julian Cannonball Adderley - sassofono alto
- Nat Adderley - cornetta, tromba
- Charles Lloyd - sassofono tenore, flauto
- Joe Zawinul - pianoforte
- Sam Jones - contrabbasso
- Louis Hayes - batteria